# Séisme de 1668 en Anatolie du Nord
Le séisme de 1668 en Anatolie du Nord (en turc : 1668 Kuzey Anadolu Depremi) était un séisme très puissant qui a frappé le centre-nord de l'Anatolie dans l'Empire ottoman (aujourd'hui la Turquie) le 17 août 1668. L'heure exacte du séisme n'est pas connue, mais il s'est produit en fin de matinée. Il avait une magnitude estimée entre 7,8 et 8,0 MS et l'intensité maximale ressentie était de IX sur l'échelle d'intensité de Mercalli modifiée. L'épicentre du séisme se trouvait sur la rive sud du lac de Ladik, au sud-ouest de Samsun.
Lorsque le tremblement de terre a frappé, un segment de 600 km de long de la faille nord-anatolienne s'est rompu, ce qui a provoqué de graves secousses le long de tout ce segment et de lourds dommages étendus d'au moins Bolu à l'ouest à Erzincan à l'est. Elle a fait environ 8 000 morts. Les répliques se sont poursuivies pendant 6 mois. Il reste le séisme le plus puissant enregistré en Turquie,.

## Dommages
La ville de Bolu aurait été presque entièrement détruite par le séisme, faisant 1 800 morts. Il y a également eu de graves dommages plus à l'est le long de la faille, avec 6 000 autres décès signalés entre Merzifon et Niksar. Le nombre total de morts était d'environ 8 000. Des dommages ont également été signalés d'aussi loin à l'est qu'Erzincan et à divers endroits le long de la côte de la mer Noire. La ville de Samsun a également été fortement endommagée. Les murs et les tours du château de Samsun ont été endommagés et certaines parties de la structure « ont été démolies ».